# Marquetalia
Marquetalia è un comune della Colombia facente parte del dipartimento di Caldas.
Il centro abitato venne fondato da Pedro Antonio Ramírez, Rafael Arias, Valerio Murillo, Eleuterio García, Eleuterio Molina, Pastor Martínez, Antonio Molina, Baltasar Arias, Jesús María Toro e Pedro García nel 1903, mentre l'istituzione del comune è del 1924.